# Soslán Tomáyev
Soslán Alijánovich Tomáyev –en ruso, Сослан Алиханович Томаев– (Alaguir, 13 de mayo de 1979) es un deportista ruso de origen osetio que compitió en lucha libre. Ganó una medalla de plata en el Campeonato Europeo de Lucha de 2001, en la categoría de 63 kg.

## Palmarés internacional
| Campeonato Europeo | Campeonato Europeo | Campeonato Europeo | Campeonato Europeo |
| Año                | Lugar              | Medalla            | Categoría          |
| ------------------ | ------------------ | ------------------ | ------------------ |
| 2001               | Budapest (Hungría) | Medalla de plata   | 63 kg              |